# Chichester Cross
Chichester Cross è una croce di mercato che si trova al centro di Chichester nella contea del West Sussex in Inghilterra, Regno Unito. Il monumento, che risale al XVI secolo, viene considerato un monumento classificato di primo grado per il suo particolare interesse storico e architettonico.

## Storia

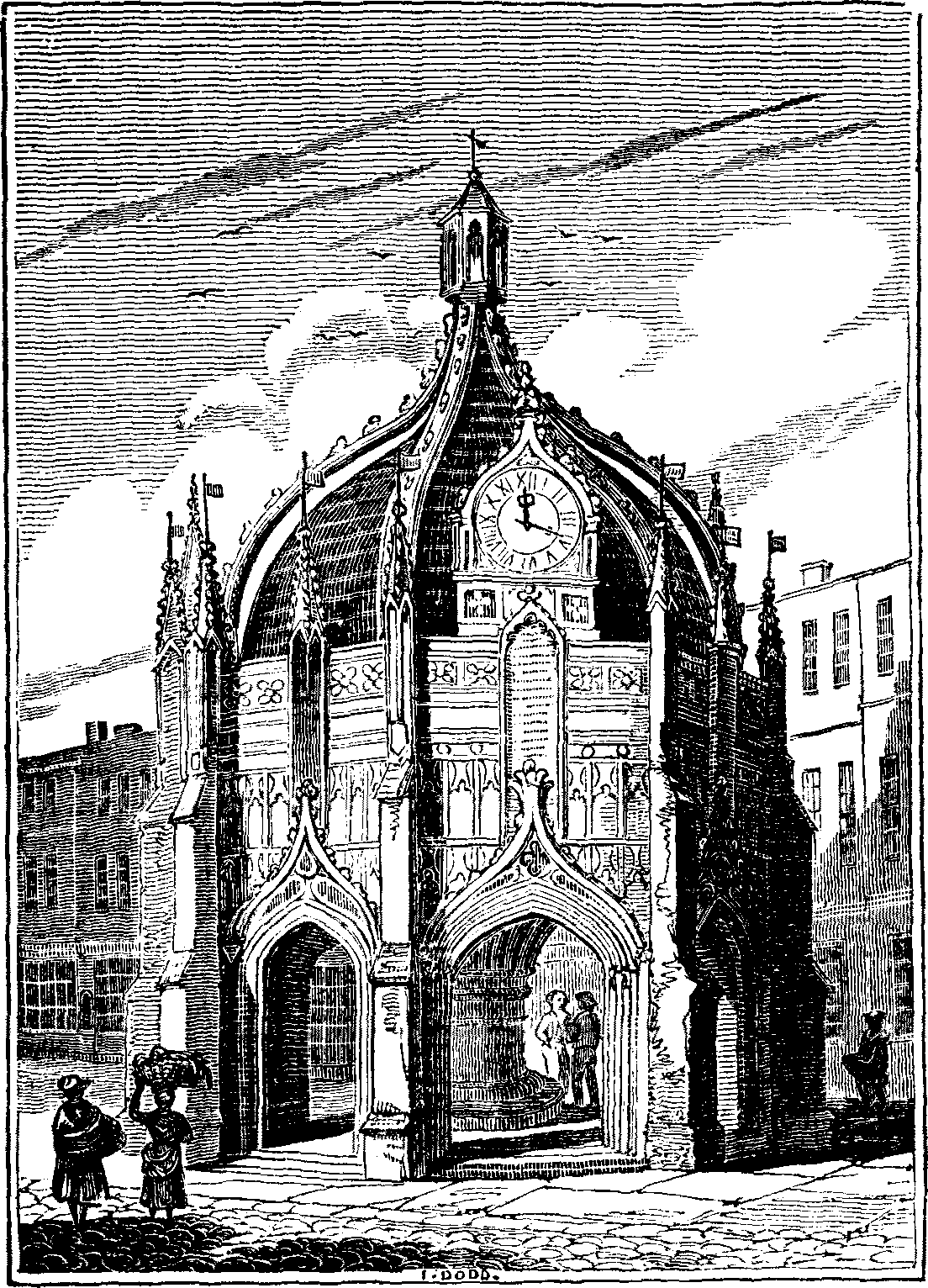
Chichester Cross in una stampa del 1831

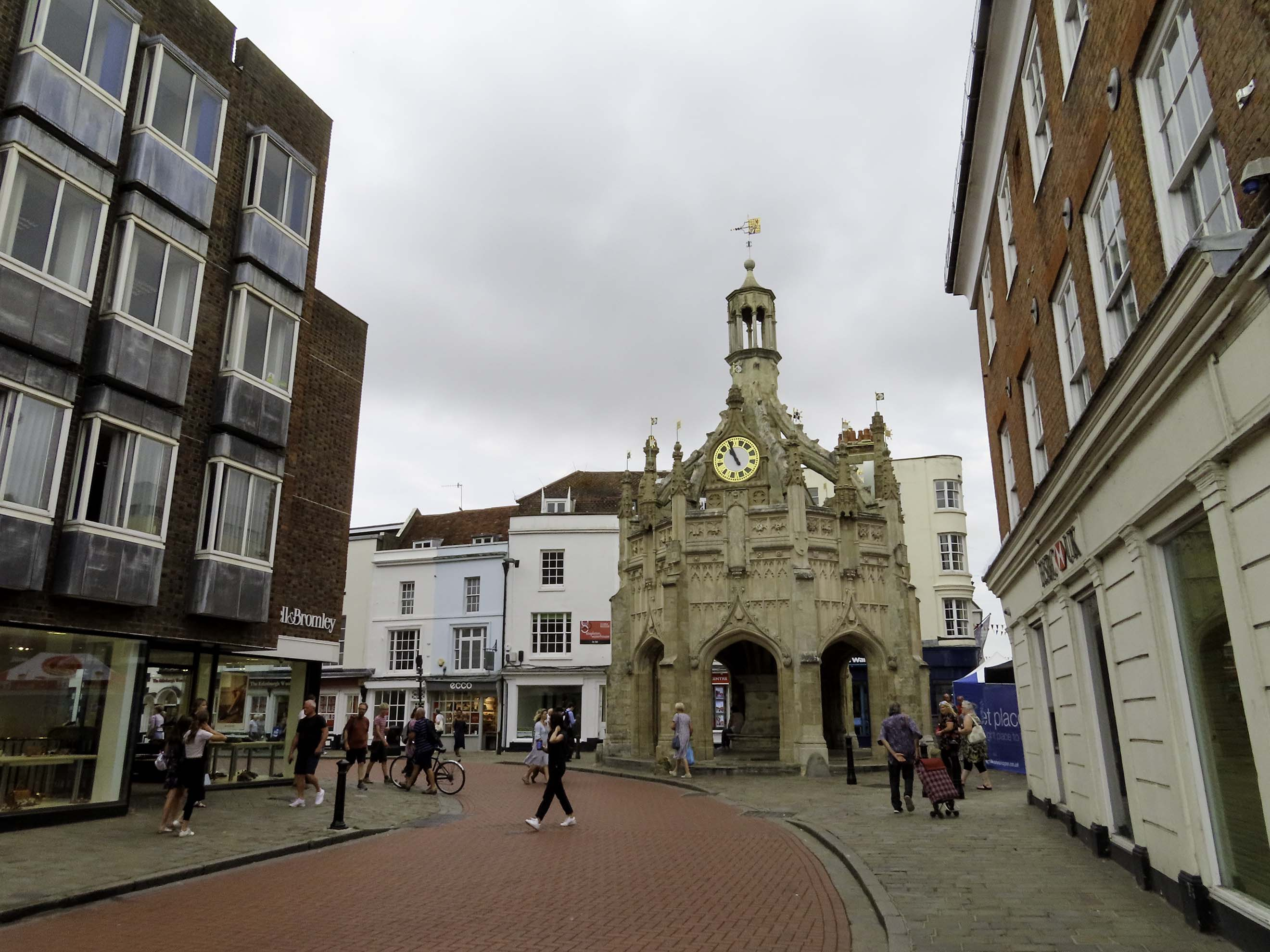
Market Cross in Chichester visto da South Street

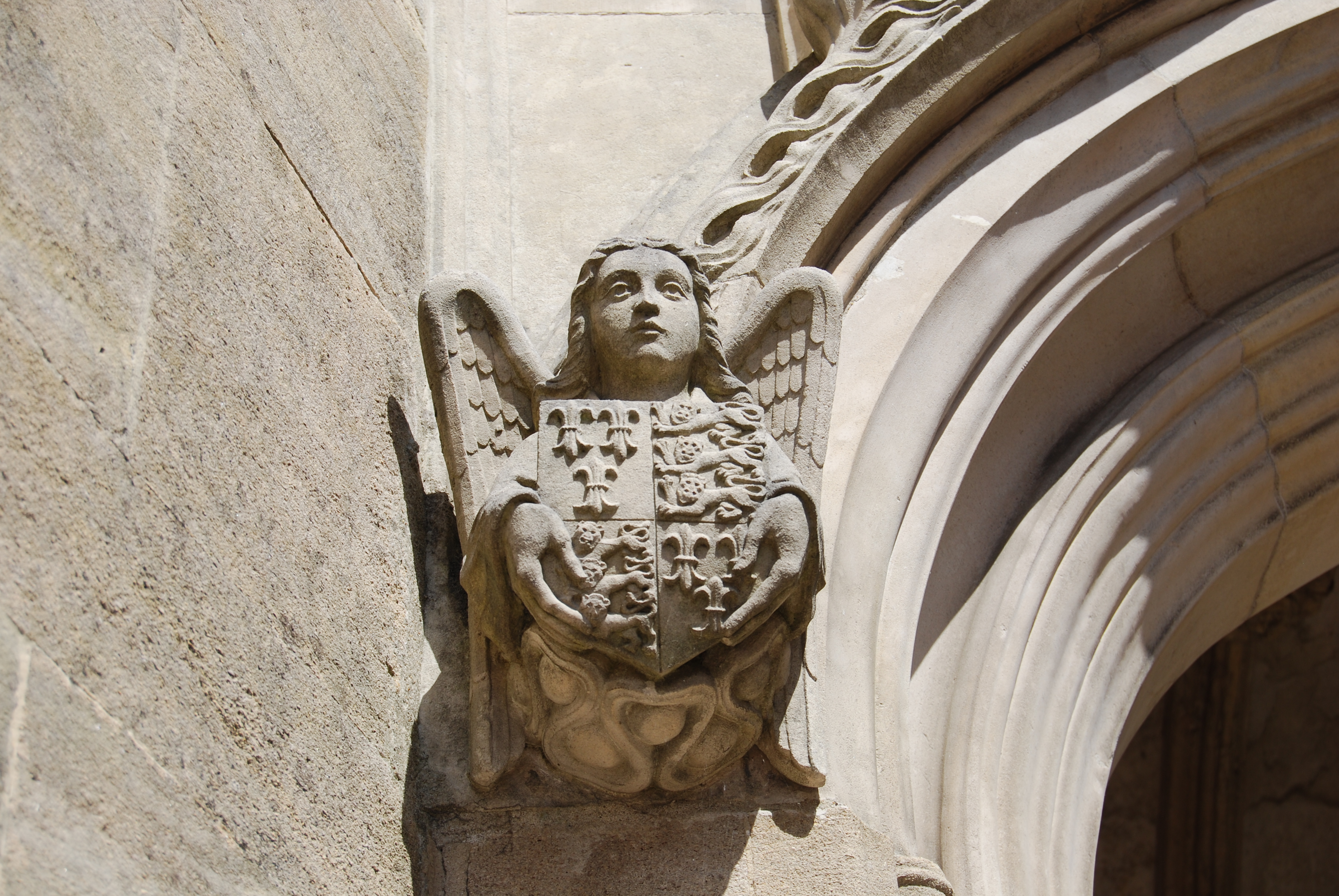
Particolare decorativo sulla croce

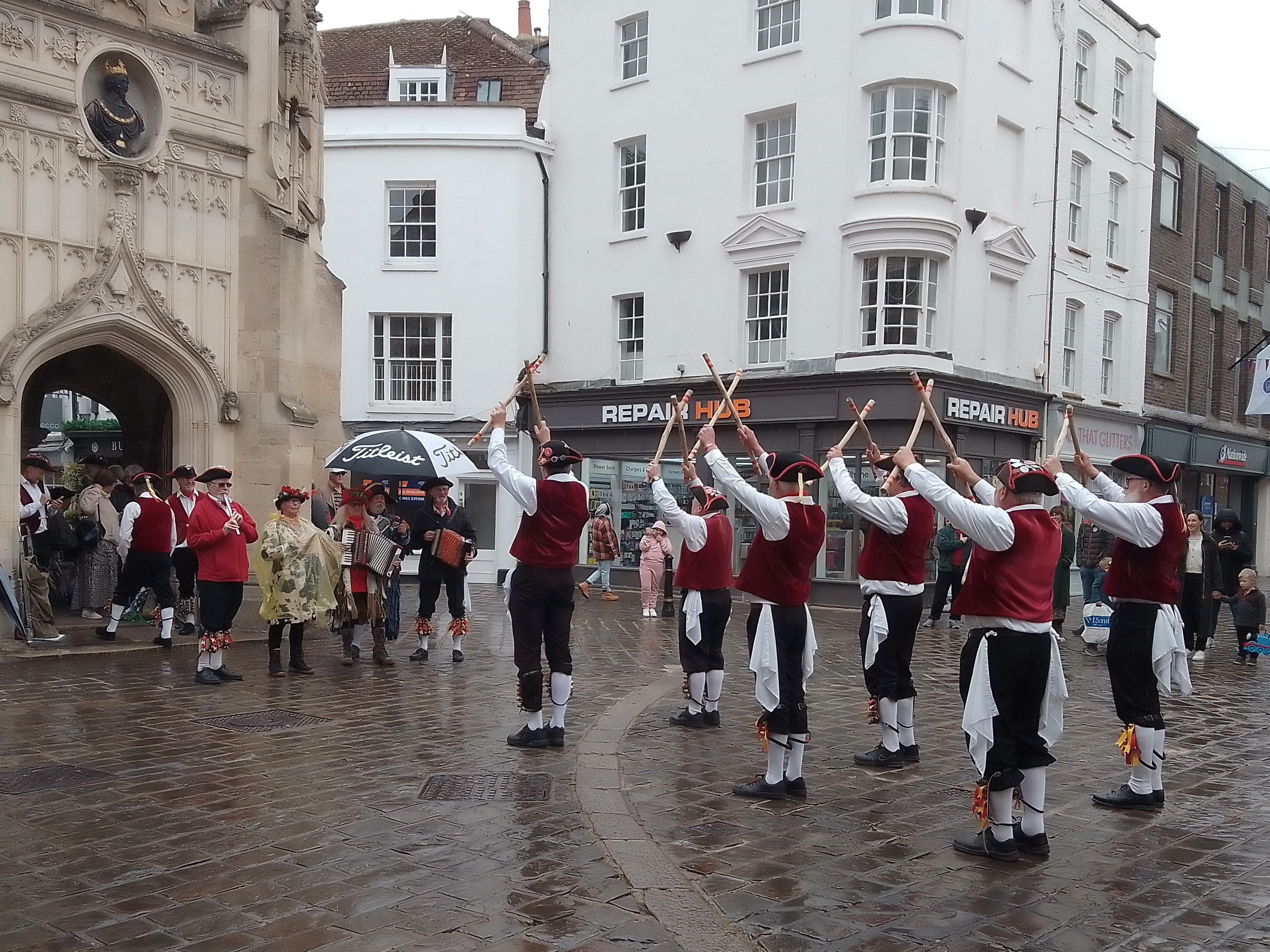
Manifestazione folcloristica nelle adiacenze della croce

Si ritiene che Chichester Cross sia stata costruita nel 1501 dal vescovo Edward Story che pagò dieci sterline al sindaco di Chichester per il terreno su cui venne costruita. Il vescovo intendeva consentire ai contadini poveri, che avevano solo poche uova o verdure da vendere, di commerciare senza pagare un pedaggio a condizione che non avessero molta merce e quindi potessero stare sotto la croce. Il vescovo Story morì nel 1503 e lasciò 25 sterline all'anno nel suo testamento per la manutenzione della struttura. La croce fu costruita sul sito di una precedente costruzione in legno che era stata eretta dal vescovo Rede quasi due secoli prima vicino alle strade originali di origini romane. Il materiale per realizzarla fu la pietra di Caen, un materiale da costruzione popolare all'epoca. Nel corso dei secoli ha subito vari danni ed è stata oggetto di numerosi interventi. Nel 1642, durante la guerra civile, le statue che adornavano la croce subirono gravi danni. Nel 1664 un busto in bronzo di Carlo I, opera di Hubert Le Sueur, fu posto in una nicchia sulla croce e fu donato alla città durante il regno di Carlo II in riconoscimento del suo ruolo di roccaforte monarchica durante la guerra civile. Il busto originale è stato rimosso da tempo e sostituito con una copia in fibra di vetro nel 1978. L'originale è conservato nella Pallant House Gallery. Nel 1724 Lady Farrington finanziò l'aggiunta di tre orologi sui lati della struttura e per celebrare la sua elargizione la nicchia vuota sul lato sud fu riempita con un'iscrizione a ricordarla. La decisione di avere solo tre orologi non fu accettata e così, nel 1746, gli orologi furono rimossi dal duca Richmond Carlo II e sostituiti con quattro nuovi quadranti. La Croce cessò di svolgere la sua funzione originale nel 1808 quando l'aumento della popolazione della città richiese un'area di mercato più estesa e fu costruito una grande struttura in North Street. In quel periodo fu proposto di demolire la Croce perché era considerata un fastidio ma questo fu impedito quando diversi cittadini acquistarono case sul lato nord della Croce consentendo così l'ampliamento della strada dopo la loro demolizione. Sempre nel 1808 vennero aggiunte delle ringhiere metalliche, che chiudevano gli archi, e che rimasero in posizione fino al 1872. L'orologio che ci è pervenuto fu installato nel 1904 e in seguito venne alimentato elettricamente. Nel 1928 la Croce fu gravemente danneggiata durante una fase di restauro che cancellò molte delle incisioni e rese necessari nuovi interventi negli anni cinquanta e settanta del XX secolo. Nel 1985, durante un'ulteriore fase di ristrutturazione, furono presi calchi in gesso di alcune delle figure che decorano la croce. Questi calchi in gesso sono conservati nelle collezioni del Novium Museum.

## Descrizione
Chichester Cross si trova al centro dell'abitato di Chichester nel West Sussex in Inghilterra, Regno Unito. Si tratta di una struttura a base ottagonale su albero centrale con arcate aperte e volta a botte al piano terra. La torre campanaria superiore centrale e l'orologio sono stati aggiunti nel 1724. Si tratta di un monumento storico cittadino che anticamente svolgeva il ruolo di piccolo mercato coperto e che, da qaundo ha perso tale funzione, è divenuto centro per varie altre iniziative. Il piccolo edificio è realizzato in pietra di Caen e intorno alla base c'è una bassa area di seduta in pietra con un pavimento in pietra. Su ogni lato è presente un arco scolpito con la mitra del vescovo che l'ha fatto costruire e con figure di semiangeli.

## Monumento classificato
Chichester Cross dal 5 luglio 1950 viene giudicato una struttura di particolare interesse storico e architettonico in Inghilterra o Galles, classificata come monumento di primo grado.